# Fonds argentin du carbone
 (novembre 2018).
Si vous disposez d'ouvrages ou d'articles de référence ou si vous connaissez des sites web de qualité traitant du thème abordé ici, merci de compléter l'article en donnant les références utiles à sa vérifiabilité et en les liant à la section « Notes et références ».
Le Fonds argentin du carbone (FAC) a été inauguré le 1er septembre 2005 par le président argentin Néstor Kirchner.
Né de la ratification par l'Argentine du protocole de Kyoto, il permet au pays, qui a un solde de quota de pollution excédentaire, de revendre ce droit à polluer à d'autres pays membres du protocole, sur une Bourse mondiale.